# Jaan Kirsipuu
Jaan Kirsipuu (Tartu, 17 juli 1969) is een Estisch voormalig beroepswielrenner en huidig ploegleider van Voltas-Tartu 2024 by CCN.
Kirsipuus specialiteit was de massasprint. Die komen meestal voor in etappekoersen, vandaar dat zijn uitzonderlijk lange erelijst vooral uit gewonnen etappes bestaat. Later in zijn carrière heeft hij ook koersen gewonnen na ontsnappingen.
Mede door de geringe concurrentie in eigen land werd hij veertien keer nationaal kampioen van Estland, vijf keer op de weg en negen keer in het tijdrijden. In totaal won hij meer dan honderd wedstrijden. Van 1997 tot en met 2002 wist hij ieder jaar minimaal acht wedstrijden te winnen. In 2012 beëindigde hij zijn carrière als wielrenner en kondigde hij aan bij Astana aan de slag te gaan als ploegleider.
Zijn oudere broer Toomas was ook kortstondig profwielrenner.

## Ronde van Frankrijk
In 1998 boekte Kirsipuu zijn eerste ritzege in een Grote Ronde. In de Ronde van Spanje sprintte hij naar de overwinning in Estepona. Een jaar later kwam Kirsipuu voor de zesde keer aan de start van de Ronde van Frankrijk. Hij won er de eerste etappe en reed zes dagen in de gele trui. In latere jaren wist hij nog drie Touretappes te winnen.
Zo goed als Kirsipuu kon sprinten, zo slecht kon hij bergop meekomen: tijdens al zijn deelnames in de Tour stapte hij tijdens de eerste of tweede bergetappe af. Soms werd hij daartoe gedwongen doordat hij buiten de tijdslimiet finishte. Hierdoor bezit Kirsipuu het bijzondere record van de meeste opgaves in de Tour: niemand anders startte twaalfmaal zonder Parijs te halen.

## Coupe de France
Een record waarop hij wellicht trotser zal zijn, is dat hij als enige niet-Franse renner tweemaal de Coupe de France won. Kirsipuu heeft jarenlang voor Franse ploegen gereden, waarvoor de beker van de Franse eendagswedstrijden een belangrijk doel is.
Kirsipuu boekte de meeste van zijn overwinningen in Franse en Estse wedstrijden, maar was ook productief in België, Italië en Polen.

## Overwinningen als amateur
Voordat Kirsipuu professioneel wielrenner werd bij de Franse Chazal-ploeg, won hij in 1990 een etappe in de Ronde van Zweden. Hij versloeg er diverse profs, onder wie Frans Maassen en Jelle Nijdam. Ook de jonge Lance Armstrong had het nakijken.
Na beëindiging van zijn professionele wielercarrière in 2006 bleef Kirsipuu als amateur wedstrijden rijden in Estland. In deze jaren werd hij opnieuw enkele malen nationaal kampioen. In 2009 kreeg hij een nieuw profcontract bij de kleine Luxemburgse ploeg Differdange en won hij wedstrijden in voor wielerbegrippen exotische landen als Marokko, Kameroen en Japan. In 2011 en 2012 reed hij voor Team Champion System. Na het seizoen 2012 kreeg Kirsipuu geen nieuw contract, waarna hij zijn carrière definitief beëindigde.

## Actief als ploegleider
In de jaren 2013 en 2014 was Kirsipuu actief als ploegleider bij Astana Pro Team. In 2020 pakte hij dit werk op bij de wielerploeg Tartu 2024-Balticchaincycling.com.

## Overwinningen
1990 - 1 zege
5e etappe (deel B) Ronde van Zweden
1992 - 1 zege
1e etappe Parijs-Bourges
1993 - 7 zeges
3e etappe Vierdaagse van Duinkerke
1e (deel A en B) en 5e etappe Vierdaagse van de Aisne
4e etappe Ronde van de Toekomst
GP van Isbergues
Criterium van Bergerac
1994 - 4 zeges
4e etappe Ronde van Armor
3e en 7e etappe Vierdaagse van de Aisne
4e etappe Ronde van Poitou-Charentes
1995 - 3 zeges
5e etappe Vierdaagse van de Aisne
2e en 3e etappe Ronde van Poitou-Charentes
1996 - 3 zeges
Grand Prix du Nord-Pas-de-Calais
Criterium van Zwanenburg
Criterium van Oss
1997 - 9 zeges
GP Cholet
Ronde van de Vendée
Parijs-Mantes
5e etappe Ronde van Luxemburg
3e en 4e etappe Ronde van Polen
1e etappe Ronde van Puglia
1e en 2e etappe Ronde van Poitou-Charentes
1998 - 17 zeges
5e etappe Ster van Bessèges
GP Cholet
Route Adélie de Vitré
1e, 3e en 5e etappe Ronde van de Sarthe
GP Denain
1e etappe Vierdaagse van Duinkerke
Grand Prix de Villers-Cotterêts
3e etappe Route du Sud
 Ests kampioen op de weg, Elite
 Ests kampioen tijdrijden, Elite
2e etappe Ronde van Poitou-Charentes
3e etappe Ronde van Spanje
1e en 3e etappe Ronde van Puglia
Pikuus Classic
1999 - 18 zeges
4e en 5e etappe Ster van Bessèges
2e etappe Ronde van de Middellandse Zee
3e etappe Parijs-Nice
GP Cholet
Ronde van de Vendée
6e en 7e etappe Vierdaagse van Duinkerke
2e etappe (deel B) Ronde van Picardië
Eindklassement Ronde van Picardië
3e etappe Ronde van Luxemburg
1e etappe (deel B) Ronde van Zweden
 Ests kampioen op de weg, Elite
 Ests kampioen tijdrijden, Elite
1e etappe Ronde van Frankrijk
5e etappe Ronde van Poitou-Charentes
3e etappe Ronde van Polen
3e etappe Ronde van Lucca
Eindklassement Coupe de France
2000 - 14 zeges
1e, 3e en 6e etappe Ster van Bessèges
1e etappe Ronde van de Middellandse Zee
Classic Haribo
2e etappe Parijs-Nice
5e etappe (deel A) Catalaanse Week
Ronde van de Vendée
6e etappe (deel B) Vierdaagse van Duinkerke
5e etappe Ronde van Denemarken
2e, 3e en 4e etappe Ronde van Polen
2001 - 19 zeges
5e en 6e etappe Ronde van de Middellandse Zee
Route Adélie de Vitré
2e en 3e (deel A) etappe Ronde van de Sarthe
GP Denain
1e, 2e, 4e en 6e (deel B) etappe Vierdaagse van Duinkerke
2e etappe Ronde van Picardië
2e etappe Ronde van Luxemburg
Tartu Tänavasõit
 Ests kampioen tijdrijden, Elite
6e etappe Ronde van Frankrijk
6e etappe Ronde van Denemarken
2e etappe Ronde van Poitou-Charentes
1e etappe Ronde van Polen
1e etappe Ronde van Lucca
2002 - 8 zeges
4e en 5e etappe Ster van Bessèges
Classic Haribo
Kuurne-Brussel-Kuurne
Tartu Tänavasõit
 Ests kampioen op de weg, Elite
 Ests kampioen tijdrijden, Elite
5e etappe Ronde van Frankrijk
2003 - 14 zeges
Grote Prijs van de Etruskische Kust
5e etappe Ster van Bessèges
Classic Haribo
2e etappe Driedaagse van West-Vlaanderen
Eindklassement Driedaagse van West-Vlaanderen
Ronde van de Vendée
3e etappe Vierdaage van Duinkerke
Tartu Tänavasõit
 Ests kampioen tijdrijden, Elite
6e etappe Ronde van Denemarken
3e etappe Ronde van Poitou-Charentes
1e etappe Parijs-Corrèze
Criterium van Saint-Quentin
Eindklassement Coupe de France
2004 - 8 zeges
2e en 5e etappe Ster van Bessèges
1e en 2e etappe Driedaagse van West-Vlaanderen
 Ests kampioen tijdrijden, Elite
1e etappe Ronde van Frankrijk
4e etappe Ronde van Wallonië
1e etappe Parijs-Corrèze
2005 - 4 zeges
 Ests kampioen op de weg, Elite
 Ests kampioen tijdrijden, Elite
3e etappe Ronde van Poitou-Charentes
3e etappe Ronde van Polen
2006 - 3 zeges
2e en 5e etappe Ster van Bessèges
 Ests kampioen tijdrijden, Elite
2007 - 1 zege
 ts kampioen tijdrijden, Elite
2008 - 1 zege
 Ests kampioen op de weg, Elite
2009 - 7 zeges
9e etappe Ronde van Kameroen
7e etappe Ronde van Marokko
3e en 8e etappe FBD Insurance Rás
3e en 4e etappe Ronde van Hokkaido
1e etappe Herald Sun Tour
2011 - 2 zeges
4e etappe Ronde van Korea
Jurmala GP
Totaal: 144 zeges

## Resultaten in voornaamste wedstrijden
| Jaar | Ronde van Italië | Ronde van Frankrijk | Ronde van Spanje |
| ---- | ---------------- | ------------------- | ---------------- |
| 1993 |                  | buiten tijd         |                  |
| 1994 |                  | opgave              |                  |
| 1995 |                  | buiten tijd         |                  |
| 1996 |                  |                     | opgave           |
| 1997 |                  | opgave              |                  |
| 1998 |                  | opgave              | opgave (1)       |
| 1999 |                  | opgave (1)          |                  |
| 2000 |                  | opgave              |                  |
| 2001 |                  | opgave (1)          |                  |
| 2002 |                  | opgave (1)          |                  |
| 2003 |                  | opgave              |                  |
| 2004 |                  | opgave (1)          |                  |
| 2005 | opgave           | opgave              |                  |

| Jaar | Milaan-San Remo | Gent-Wevelgem | Ronde van Vlaanderen | Parijs-Roubaix | Parijs-Tours | Omloop Het Volk | Kuurne-Brussel-Kuurne |  | WK op de weg |  | Wereldranglijsten |
| ---- | --------------- | ------------- | -------------------- | -------------- | ------------ | --------------- | --------------------- |  | ------------ |  | ----------------- |
| 1993 |                 |               |                      |                | 14e          |                 |                       |  |              |  |                   |
| 1994 |                 |               |                      |                | 31e          |                 |                       |  |              |  |                   |
| 1995 |                 |               |                      |                | 17e          | 20e             |                       |  |              |  |                   |
| 1996 |                 |               |                      | 16e            | 126e         |                 |                       |  |              |  |                   |
| 1997 |                 | 103e          |                      | 14e            | 20e          | 7e              |                       |  |              |  |                   |
| 1998 |                 |               |                      | 47e            | ↑            | 34e             | 4e                    |  | 20e          |  |                   |
| 1999 |                 | 20e           |                      |                | ↑            |                 |                       |  |              |  |                   |
| 2000 | 178e            | 47e           |                      | 34e            | 9e           | 8e              | Brons                 |  | 59e          |  |                   |
| 2001 |                 |               | 32e                  |                | 8e           |                 | 8e                    |  |              |  |                   |
| 2002 |                 |               |                      |                | 37e          | 79e             | Goud                  |  | 7e           |  |                   |
| 2003 |                 | 16e           |                      | 49e            | 39e          | 12e             |                       |  |              |  |                   |
| 2004 |                 | ↑             | 22e                  | 22e            | 9e           |                 |                       |  |              |  |                   |
| 2005 |                 | 11e           | 74e                  | 55e            | 130e         | 19e             |                       |  |              |  | 153e (UPT)        |

Wielerploegen van Jaan Kirsipuu
Abadie ·
Bastianelli ·
Biondi ·
Boucanville ·
Chaubet ·
Delphis ·
Esnault ·
Forest ·
Furlan ·
Guazzini ·
Jolidon ·
Pineau ·
Kirsipuu (stagiair) ·
Kozlitin (stagiair)
Biondi ·
Bourgeot ·
Caritoux ·
Chanteur ·
Chaubet ·
Delphis ·
Esnault ·
Forest ·
Foucachon ·
Furlan ·
Guazzini ·
Kasputis ·
Kirsipuu ·
Kozlitin ·
Pineau ·
Ribeiro ·
Bouvard (stagiair) ·
Bozzi (stagiair) ·
Delbove (stagiair)
Arroyo ·
Bourgeot ·
Bouvard ·
Caritoux ·
Chanteur ·
Delbove ·
Delphis ·
Guazzini ·
Kasputis ·
Kirsipuu ·
Kozlitin ·
Locatelli ·
Manin ·
Philipot ·
Pineau ·
Vermey ·
Mengin (stagiair) ·
Moreau (stagiair) ·
Prétot (stagiair) 
Arroyo ·
Bernard ·
Bourgeot ·
Bouvard ·
Chanteur ·
Cornillet ·
Delbove ·
Delion ·
Kasputis ·
Kirsipuu ·
Locatelli ·
Louviot ·
Manin ·
Mengin ·
Vermey ·
Bessy (stagiair) ·
Duzellier (stagiair) ·
Guénée (stagiair)
Agnolutto ·
Aubier ·
Barthe ·
Bessy ·
Bordenave ·
Chanteur ·
de Las Cuevas ·
Gougot ·
Jarno (tot 31/08) ·
Kasputis ·
Kirsipuu ·
Locatelli ·
Mengin ·
Bouniot (stagiair) ·
Lefèvre (stagiair) ·
Meneghetti (stagiair) 
Agnolutto ·
Aus ·
Barthe ·
Bessy ·
Bordenave ·
Bozzi ·
Cali ·
Chanteur ·
Durand ·
Elli ·
Gougot ·
Järmann ·
Kasputis ·
Kirsipuu ·
Lefèvre ·
Massi ·
Pontier ·
Richard  ·
Saligari ·
Streel ·
Vinokoerov ·
Oriol (stagiair) ·
Ramel (stagiair) 
Agnolutto ·
Aus ·
Barthe ·
Bessy ·
Bouvard ·
Cali ·
Chanteur ·
Durand ·
Elli ·
Gougot ·
Hamburger ·
Järmann ·
Kasputis ·
Kirsipuu ·
Lefèvre ·
Massi ·
Oriol ·
Richard  ·
Saligari ·
Salmon ·
Streel ·
Vinokoerov ·
Flickinger (stagiair) ·
Mizoerov (stagiair) ·
Pencolé (stagiair) 
Agnolutto ·
Aus ·
Barthe ·
Bessy ·
Chanteur ·
Delrieu ·
Flickinger ·
Gougot ·
Kasputis ·
Kirsipuu ·
Lefèvre ·
Maignan ·
Oriol ·
Roux ·
Salmon ·
Vinokoerov ·
Dessel (stagiair) ·
Mändoja (stagiair) ·
Turpin (stagiair) 
Agnolutto · Aus · Barthe · Bordenave · Botsjarov · Chanteur · Delrieu · Estadieu · Kasputis · Kirsipuu · Kivilev · Maignan · Mändoja · Salmon · Turpin · Grux (stagiair) · Inaudi (stagiair) · Thollet (stagiair) 
Agnolutto · 
Aus · 
Balčiūnas · 
Bergès · 
Bordenave · 
Botsjarov · 
Capelle ·
Delrieu · 
Demarbaix · 
Estadieu · 
Grux ·
Inaudi ·  
Kasputis · 
Kirsipuu · 
Loder · 
Maignan · 
Mändoja · 
Salmon · 
Turpin · 
Couge (stagiair) · 
Laidoun (stagiair) · 
Portal (stagiair) 
Agnolutto · 
Astarloza ·
Aus · 
Balčiūnas · 
Bergès · 
Botsjarov · 
Capelle ·
Chaurreau · 
Demarbaix (tot 31/05) · 
Estadieu · 
Flickinger ·
Grux ·
Inaudi ·  
Kasputis · 
Kirsipuu · 
Laidoun ·
Loder · 
Mändoja · 
Oriol ·
Paumier · 
Portal ·
Trastour · 
Turpin · 
Mondory (stagiair) · 
Pütsep (stagiair) · 
Scanlon (stagiair) 
Agnolutto · 
Astarloza ·
Aus (tot 20/07) · 
Bergès · 
Botsjarov · 
Brochard ·
Chaurreau ·   
Flickinger ·
Inaudi ·   
Kirsipuu · 
Laidoun ·
Loder · 
Oriol · 
Paumier (tot 31/03) · 
Portal ·
Pütsep · 
Scanlon ·
Trastour · 
Turpin · 
Armataffet (stagiair) ·
Mondory (stagiair) · 
Terretaz (stagiair)
Agnolutto · 
Astarloza ·
Bergès · 
Brochard ·
Chaurreau ·   
Dumoulin · 
Flickinger ·
Goubert · 
Inaudi ·   
Kirsipuu · 
Krivtsov ·
Laidoun ·
Mondory ·
Nazon · 
Oriol · 
Portal ·
Pütsep · 
Scanlon ·
Turpin · 
Gerrans (stagiair) · 
Pauriol (stagiair) ·
Riblon (stagiair) 
Bellotti ·
Bodrogi ·
Botsjarov ·
Caucchioli ·
Dean ·
Halgand ·
Hervé ·
Hinault ·
Hushovd ·
Joly ·
Kaggestad ·
Kasjetsjkin ·
Kirsipuu ·
Leblacher ·
Le Mével ·
Lemoine ·
Lequatre ·
Moeravjov ·
Moreau ·
Nazon ·
Patour ·
Poilvet ·
Portal ·
Raisin ·
Talabardon ·
Vogondy ·
Wiggins ·
Hivert (stagiair) ·
Marino (stagiair) ·
Pauriol (stagiair)
Bellotti ·
Bodrogi ·
Bonnet ·
Botsjarov ·
Caucchioli ·
Charteau ·
Dean ·
Edaleine ·
Engoulvent ·
Fofonov ·
Halgand ·
Hinault ·
Hivert ·
Hushovd ·
Kaggestad ·
Kirsipuu ·
Le Mével ·
Lemoine ·
Marino ·
Patour ·
Pauriol ·
Poilvet ·
Portal ·
Raisin ·
Renshaw ·
Talabardon ·
Vogondy ·
Fortin (stagiair) ·
Lhotellerie (stagiair) ·
Rolland (stagiair) 
2007–2008: Geen professionele ploeg, actief als amateur
Arakelyan · Beuchat · Boillat · Burghardt · Herz · Jörg · Kharatyan · Kirsipuu · Korkotyan · Locke · Matsuo · Mkrtchyan · Ojavee · Stauder · Wang · Williams
Beuchat · Boillat · Bourgeouis · Burghardt · D.M.Chau · W.M.Chau · Fankhauser · Friedemann · Gollman · Kirsipuu · Locke · Ojavee · Tang · Tazreiter · Williams · Wong · Wu
Avery · Boillat · Butler · Clarke · Friedemann · Gardeyn · Jiang · Jiao · Kemps · Kirsipuu · Lewis · Liu · Manan · Ojavee · Othman · Wong · Wu · Wurf · Xu
- Library of Congress Control Number: n2015008987
- Virtual International Authority File: 313491147
- WorldCat: E39PBJkD7fRFBwWkhd6wQ3qCwC